# Dolmen
Dolmen (bretonski jezik: "kameni stol") ili dvoranska grobnica i quoit (velški), anta (portugalski), Hünengrab/Hünenbett (njemački), adamra (abkazijski jezik), ispun (sjeverozapadni kavkaski jezici), hunebed (nizozemski), dös (švedski), goindol (korejski) - je vrsta jednokomorne megalitske grobnice (svetišta ili primitivni hramovi), obično od nekoliko uspravnih kamena (menhir) koji nose veliki plošni, vodoravno polegnuti, poklopni kamen (trilit, ili ploča). Većina datira u rani neolit (4000. – 3000. pr. Kr.), a osobito su rasprostranjeni u Francuskoj, Britaniji, Irskoj, Danskoj, sjevernoj Njemačkoj i na Pirenejskom poluotoku. Neki su bili prekriveni zemljom ili manjim kamenjem tako da su tvorili tumule (gomile ili gromile), a nekima je taj pokrov vremenom ispran.

## Poveznice
- Neolitska umjetnost
- Megalitska kultura

## Vanjske poveznice
- The Megalithic Portal (engl.)
- Dolmeni u Irskoj (engl.)
- Hunebedden u Nizozemskoj (nizoz.)
- Ruski megaliti  Arhivirana inačica izvorne stranice od 1. lipnja 2008. (Wayback Machine) (engl.)
- Dolmeni u Koreji  Arhivirana inačica izvorne stranice od 24. ožujka 2007. (Wayback Machine) - svjetska baština (engl.)